# Mirebeau-sur-Bèze
Mirebeau-sur-Bèze je naselje in občina v francoskem departmaju Côte-d'Or regije Burgundije. Leta 2006 je naselje imelo 1.844 prebivalcev.

## Geografija
Kraj leži v pokrajini Burgundiji ob reki Bèze, 24 km severovzhodno od središča Dijona.

## Uprava
Mirebeau-sur-Bèze je sedež istoimenskega kantona, v katerega so poleg njegove vključene še občine Arceau, Beaumont-sur-Vingeanne, Beire-le-Châtel, Belleneuve, Bèze, Bézouotte, Blagny-sur-Vingeanne, Champagne-sur-Vingeanne, Charmes, Cheuge, Cuiserey, Jancigny, Magny-Saint-Médard, Noiron-sur-Bèze, Oisilly, Renève, Savolles, Tanay, Trochères in Viévigne z 11.561 prebivalci.
Kanton Mirebeau-sur-Bèze je sestavni del okrožja Dijon.